# Sud-Ouest du Piauí

Étendue de la région Sud-Ouest du Piauí.

Le Sud-Ouest du Piauí est l'une des 4 mésorégions de l'État du Piauí. Elle regroupe 52 municipalités groupées en 6 microrégions.

## Données
La région compte 492 273 habitants pour 128 193 km².

## Microrégions
La mésorégion Sud-Ouest du Piauí est subdivisée en 6 microrégions:
- Alto Médio Gurguéia
- Alto Parnaíba Piauiense
- Bertolínia
- Chapadas do Extremo Sul Piauiense
- Floriano
- São Raimundo Nonato